# George Fouché
Pour les articles homonymes, voir Fouché.
George Fouché, né le 15 mai 1965 à Pretoria (Afrique du Sud) et mort dans la même ville le 5 mai 2023, est un pilote automobile sud-africain. Il s'est retiré de la compétition en 2005.

## Biographie
George Fouché a grandi dans la briqueterie de son père et, à l'âge de six ans, il était capable de conduire un bulldozer. Sa passion pour le sport automobile est née quand il a commencé à conduire des karts à l'âge de 8 ans. Cela a continué jusqu'à ce qu'il soit capable de faire des courses de voitures à l'âge de seize ans. 
À seize ans, il obtient sa première licence de compétition de Motorsport en Afrique du Sud et commence le sport automobile alors qu'il n'est toujours pas autorisé à conduire sur les routes publiques. 
George Fouché a une très grande cicatrice sur l'œil gauche qu'il a eu à son 8e anniversaire alors qu'il apprenait à quelqu'un à conduire un tracteur. Tout en lui enseignant, le tracteur a accidentellement secoué et George Fouché est tombé, le pneu roulant alors sur le côté de sa tête, provoquant une coupure massive qui a fait le tour de sa tête. 
En raison de ses nombreux voyages entre le Japon et l'Afrique du Sud, il devait initialement être sur le vol South African Airways 295, le Helderberg, qui s'est écrasé au large de Maurice le 28 novembre 1987 en route de Taiwan vers l'Afrique du Sud. Il a cependant raté le vol lorsque son vol de correspondance entre le Japon et Taïwan a été annulé en raison d'un typhon. 
Le 2 avril 2007, il est victime d'un ulcère perforé qui a été diagnostiqué à tort comme une pancréatite. Il passe 63 jours en soins intensifs à l'hôpital Montana à Pretoria en Afrique du Sud et est libéré le 6 juin 2007. 

### Carrière
À dix-sept ans, George Fouché court 1 000 km au Kyalami World Sportscar Championship, le 10 décembre 1983 dans une Kremer Racing Porsche CK5 avec comme copilotes Franz Konrad et Kees Kroesemeijer, mais est disqualifié pour un départ poussé. 
Lors de la troisième manche des Fuji Long Distance Series 1989, George Fouché tombe sur la voiture en flammes d'Oscar Larrauri qui venait de s'écraser. L'Argentin est toujours dans la voiture, et remarquant que les commissaires n'étaient pas équipés pour faire face à l'incendie, George Fouché arrête sa voiture et porte secours à son collègue. George Fouché termine finalement deuxième de la course, ce qui lui coûte finalement le championnat. George Fouché reçoit un impromptu "The Hero Award" de la Fédération japonaise de l'automobile sur le podium. 
Tout en se qualifiant pour le Fuji 1 000 km en octobre 1992, un des pneus de sa voiture éclate, l'envoyant dans un mur de béton à 280 km/h. Le pied de George Fouché est écrasé et il a passe sept mois avec des béquilles. 
En 1993, George Fouché teste la voiture de Formule 1 Sasol Jordan Grand Prix sur le circuit de Silverstone en Angleterre.

## Palmarès

### Résultats aux24 heures du Mans
| Année | Écurie                                | Copilotes                             | Voiture          | Classe   | Tours | Pos. | Class Pos. |
| ----- | ------------------------------------- | ------------------------------------- | ---------------- | -------- | ----- | ---- | ---------- |
| 1984  | Obermaier Racing                      | Jürgen Lässig John Graham             | Porsche 956      | C1       | 147   | Abd. | Abd.       |
| 1985  | Porsche Kremer Racing                 | Mario Hytten (en) Sarel van der Merwe | Porsche 956      | C1       | 365   | 5e   | 5e         |
| 1986  | Danone Porsche España                 | Emilio de Villota Fermín Vélez        | Porsche 956      | C1       | 348   | 4e   | 4e         |
| 1987  | Porsche Kremer Racing                 | Franz Konrad Wayne Taylor             | Porsche 962C     | C1       | 326   | 4e   | 4e         |
| 1988  | Leyton House Kremer                   | Kris Nissen Harald Grohs              | Porsche 962C     | C1       | 371   | 8e   | 8e         |
| 1989  | Porsche Kremer Racing                 | Hideki Okada Masanori Sekiya          | Porsche 962CK6   | C1       | 42    | Abd. | Abd.       |
| 1990  | Trust Racing Team                     | Steven Andskär Shunji Kasuya (en)     | Porsche 962C     | C1       | 330   | 13e  | 13e        |
| 1991  | Courage Compétition Trust Racing Team | Steven Andskär                        | Porsche 962C     | C1       | 316   | Abd. | Abd.       |
| 1992  | Trust Racing Team                     | Stefan Johansson Steven Andskär       | Toyota 92C-V     | C2       | 336   | 5e   | 1re        |
| 1993  | Nisso Trust Racing Team               | Eje Elgh Steven Andskär               | Toyota 93C-V     | C2       | 358   | 6e   | 2e         |
| 1994  | Nisso Trust Racing Team               | Bob Wollek Steven Andskär             | Toyota 94C-V     | LMP1/C90 | 328   | 4e   | 2e         |
| 1996  | Kremer Racing                         | Steve Fossett Stanley Dickens         | Kremer K8 Spyder | LMP1     | 58    | Abd. | Abd.       |
| 1997  | Newcastle United Lister               | Geoff Lees Tiff Needell               | Lister Storm GTL | GT1      | 21    | Abd. | Abd.       |

### Résultats auchampionnat du monde des voitures de sport
| Année | Écurie                 | Châssis     | Classe | 1       | 2       | 3       | 4       | 5     | 6      | 7       | 8     | 9     | 10     | 11    | Total points | Classement |
| ----- | ---------------------- | ----------- | ------ | ------- | ------- | ------- | ------- | ----- | ------ | ------- | ----- | ----- | ------ | ----- | ------------ | ---------- |
| 1983  | Pametex/Pretoria Brick | Porsche CK5 | C      | MON     | SYL     | NÜR     | LMS     | SPA   | FUJ    | KYA DSQ |       |       |        |       | 0            | N/A        |
| 1984  | Obermaier Racing       | Porsche 956 | C      | MON Ab. | SYL Ab. | LMS Ab. |         |       |        |         |       |       |        |       | 34           | 17e        |
| 1984  | Porsche Kremer Racing  | Porsche 956 | C      |         |         |         | NÜR 15  | BDH 4 | MOS NC | SPA 7   | IMO 4 | FUJ   | KYA    | SAN 4 | 34           | 17e        |
| 1985  | Porsche Kremer Racing  | Porsche 956 | C      | MUG 5   | MON 8   | SIL 8   | LMS 5   | HOC   | MOS    | SPA     | BHC   |       |        |       | 22           | 21e        |
| 1985  | Trust Racing Team      | Porsche 956 | C      |         |         |         |         |       |        |         |       | FUJ 6 | SEL    |       | 22           | 21e        |
| 1986  | Danone Porsche Espana  | Porsche 956 | C      | MON     | SIL     | LMS 6   | NOR     | BHC   | JER    | NÜR     | SPA   |       |        |       | 16           | 31e        |
| 1986  | Trust Racing Team      | Porsche 956 | C      |         |         |         |         |       |        |         |       | FUJ 4 |        |       | 16           | 31e        |
| 1987  | Porsche Kremer Racing  | Porsche 962 | C      | JAR     | JER     | MON     | SIL     | LMS 4 | NOR    | BHC     | NÜR   | SPA   | FUJ 12 |       | 10           | 34e        |
| 1988  | Leyton House Kremer    | Porsche 962 | C      | JER     | JAR     | MON     | SIL     | LMS 8 | BRN    | BHC     | NÜR   | SPA   |        |       | 11           | 56e        |
| 1988  | Trust Racing Team      | Porsche 962 | C      |         |         |         |         |       |        |         |       |       | FUJ 10 | SAN   | 11           | 56e        |
| 1989  | Richard Lloyd Racing   | Porsche 962 | C      | SUZ 13  |         |         |         |       |        |         |       |       |        |       | 17           | 25e        |
| 1989  | Porsche Kremer Racing  | Porsche 962 | C      |         | DIJ 18  | JAR 7   | BHC     | NÜR 3 | DON 12 | SPA 10  | MEX   |       |        |       | 17           | 25e        |
| 1990  | Brun Motorsport        | Porsche 962 | C      | SUZ 7   | MNZ     | SIL     | SPA     | DIJ   | NÜR    | DON     | MON   | MEX   |        |       | 0            | N/A        |
| 1991  | Courage Compétition    | Porsche 962 | C      | SUZ 5   | MON     | SIL     | LMS Ab. | NUR   | MAG    | MEX     | AUT 8 |       |        |       | 12           | 29e        |

### Championnat japonais de prototypes sportifs (Japon)
|                           | 1985 | 1986  | 1987  | 1988 | 1989 | 1990 | 1991 |
| ------------------------- | ---- | ----- | ----- | ---- | ---- | ---- | ---- |
| Points                    | 6e   | N / A | N / A | 17e  | 55e  | 47e  | 52e  |
| Classement au championnat | 29   | N / A | N / A | 20e  | 3e   | 5e   | 8e   |

### Fuji Long Distance Series
| 1985     | Tour 1 | 2e round | Tour 3                       | Tour 4                       |
| -------- | ------ | -------- | ---------------------------- | ---------------------------- |
| Copilote | N / A  | N / A    | Vern Schuppan Keiichi Suzuki | Vern Schuppan Keiichi Suzuki |
| Position | N / A  | N / A    | 6e                           | 6e                           |

| 1986     | Tour 1                       | 2e round                     | Tour 3                       | Tour 4 |
| -------- | ---------------------------- | ---------------------------- | ---------------------------- | ------ |
| Copilote | Vern Schuppan Keiichi Suzuki | Vern Schuppan Keiichi Suzuki | Vern Schuppan Keiichi Suzuki | N / A  |
| Position | DNF / Moteur                 | 1er                          | 6e                           | N / A  |

| 1987     | Tour 1 | 2e round | Tour 3       | Tour 4 |
| -------- | ------ | -------- | ------------ | ------ |
| Copilote | N / A  | N / A    | Franz Konrad | N / A  |
| Position | N / A  | N / A    | 12           | N / A  |

| 1988     | Tour 1          | 2e round                         | Tour 3        | Tour 4        |
| -------- | --------------- | -------------------------------- | ------------- | ------------- |
| Copilote | Vern Schuppan   | Vern Schuppan                    | Vern Schuppan | Vern Schuppan |
| Position | DNF / Electrics | DNF / Moteur Tour le plus rapide | DNF / Moteur  | dix           |

| 1989     | Tour 1                | 2e round       | Tour 3         | Tour 4         |
| -------- | --------------------- | -------------- | -------------- | -------------- |
| Copilote | Steven Andskär        | Steven Andskär | Steven Andskär | Steven Andskär |
| Position | Roulement DNF / moyeu | 2e             | 2e             | 2e             |

| 1990     | Tour 1         | 2e round                     | Tour 3         | Tour 4         |
| -------- | -------------- | ---------------------------- | -------------- | -------------- |
| Copilote | Steven Andskär | Steven Andskär Shunji Kasuya | Steven Andskär | Steven Andskär |
| Position | 3e             | Inconnue                     | 2e             | DNF / moteur   |

### Imsa
George Fouché a participé au 2e tour de 1993  série IMSA à Miami aux côtés de Wayne Taylor dans un Intrepid RM1 Chevrolet GTP, ils ont terminé 5e. 
Il a également participé aux 24 Heures de Daytona en 1994 aux côtés de ses compatriotes sud-africains, Hilton Cowie et Stephan Watson au volant d'une Lotus Esprit S300 dans la catégorie GTU. Au 354e tour, la voiture a subi une panne moteur .

### Carrière de course sud-africaine
George Fouché a participé au Championnat sud-africain de Formula Atlantique en 1983  avant de commencer sa carrière internationale au Championnat du monde des voitures de sport en Europe en 1984. 
- F1 Powerboat (Afrique du Sud)
- Sascar : Champion 2000 [5]
- Wesbank V8
- Formula Atlantique
- Group One Racing
- Group N
- Formule Ford
- Rally

## Carrière après la course
Après la fin de sa carrière en sport automobile, George Fouché est devenu propriétaire de Dermalamp South Africa, une entreprise qui fabrique et vend du matériel de photothérapie pour la prise en charge du psoriasis et de l'eczéma. 